# 花篮蛤
花篮蛤（学名：Fimbria fimbriata）是帘蛤目花篮蛤科花籃蛤屬的模式种。主要分布于越南、印度尼西亚、中国大陆、台湾，常栖息在浅海。